# 断点
斷點（英語：Breakpoint）是程序中为了调试而故意停止或者暂停的地方。
除錯設定斷點可以讓程式執行到該行程式時停住，藉此觀察程式到斷點位置時，其變數、暫存器、I/O等相關的變數內容，有助于深入了解程式运作的机制，发现、排除程序错误的根源。

## 触发条件
由程序员指定一条指令，让程序在执行这条指令前暂停：这样的断点最为常见，叫做「指令断点」。
读取或者修改某个主存储器地址时也可以触发断点，这类断点由运行时的数据触发，有「条件断点」「数据断点」「观察点（英語：watchpoint）」等很多叫法。
除此之外，断点也可以在某个固定的时间点或者在按下某个按键时触发。